# 泉站 (福島市)

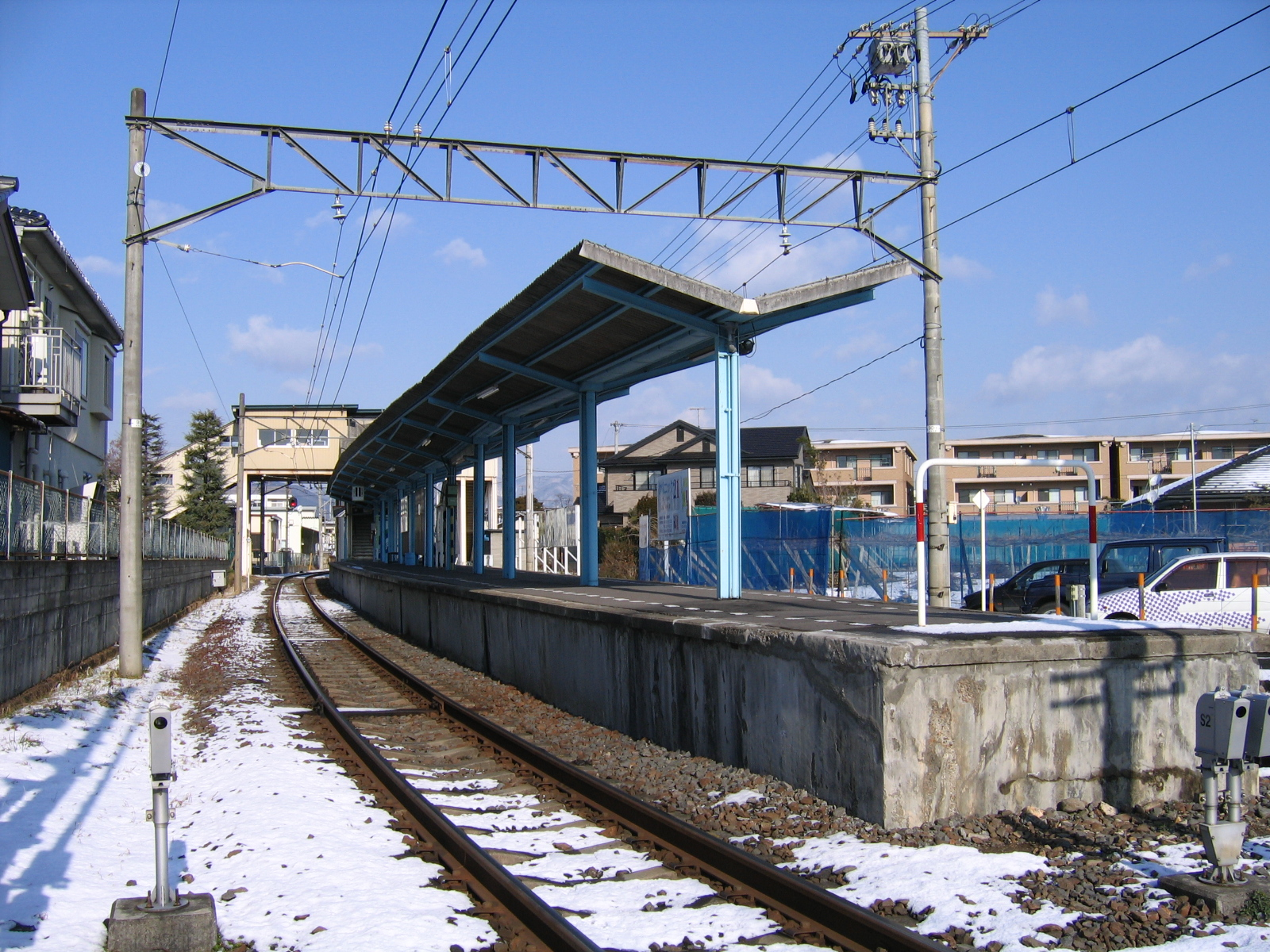
月台(2007年2月)

泉站（日语：／ Izumi eki */?）是位於福島縣福島市泉字早稻田5番4號，福島交通的飯坂線車站。

## 歷史
- 1940年（昭和15年）3月4日 - 福島電氣鐵道（現時：福島交通）車站。

從前此站設有由福島交通經營的便利店「福子」，現時變成為蔬果店。

## 車站構造
此站是地面車站，設有1面2線的島式月台。此站是整日無人車站。此站設有跨站式站房，唯一在線內設有跨線橋的車站。
站內設有乘車站證明票發行機（1台）、長椅、自動販賣機（飲品）。站內沒有廁所。

### 月台
| 月台 | 路線    | 方向         |
| ---- | ------- | ------------ |
| 東邊 | ■常總線 | 福島方向     |
| 西邊 | ■常總線 | 飯坂温泉方向 |

## 使用狀況
在2010年度的乘車人次為219人。
以下為近年1日平均上落、乘車人次列表：
| 年度   | 1日平均 乘車人次 | 1日平均 上下車人次 |
| ------ | ---------------- | ------------------ |
| 2010年 | 219              |                    |
| 2011年 |                  | 347                |
| 2012年 |                  | 352                |
| 2013年 |                  | 360                |
| 2014年 |                  | 414                |
| 2015年 |                  | 433                |
| 2016年 |                  |                    |
| 2017年 |                  |                    |
| 2018年 |                  | 424                |

## 車站周邊
- 福島市立清水小學（日语：福島市立清水小学校）
- 平成八百屋泉站前店
- 羅森福島泉店
- 東邦銀行（日语：東邦銀行）泉分店
- 清水派出所
- 福島縣道3號福島飯坂線（日语：福島県道3号福島飯坂線）
- 國道13號繞道（福島西道路）

## 巴士路線
最近巴士站是在車站東邊的縣道3號「泉」巴士站。
| 乘車處 | 系統                         | 主要途經                     | 目的地               | 巴士公司 | 備註 |
| ------ | ---------------------------- | ---------------------------- | -------------------- | -------- | ---- |
|        | 大笹生、醫大線               | 上松川、萬世團地入口、大笹生 | 折戶                 | 福島交通 |      |
| 中野線 | 上松川、萬世團地入口、座頭町 | 堰場                         | 星期六及假日暫停服務 | 福島交通 |      |
|        | 大笹生、醫大線               | 曾根田、福島站東出口、大町   | 醫科大學前           | 福島交通 |      |
| 中野線 | 曾根田、福島站東出口         | 大原綜合醫院                 | 星期六及假日暫停服務 | 福島交通 |      |

## 相鄰車站
福島交通
飯坂線
岩代清水－泉－上松川

## 注腳
1. ↑  福島市公共交通活性化基本計画PDF（日語） - 福島市，2012年，22頁
2. ↑  國土數値情報(不同車站上落客數據)2011-2015年  （页面存档备份，存于）（日語） - 國土交通省，國土數値情報(不同車站上落客數據)2018年  （页面存档备份，存于） - 國土交通省，2019年9月3日參閲

## 外部連結
- 福島交通 - 飯坂線 泉站 （页面存档备份，存于）（日語）